# پرینس آلبرت
پرینس اَلبرت (به انگلیسی: Prince Albert) سومین شهر بزرگ استان سسکچوان کانادا است.

## جغرافیا
این شهر بر روی سرچشمه‌های رودخانه سسکچوان شمالی بنا شده است. پارک ملی پرنس اَلبرت در ۵۱ کیلومتر شمالی این شهر قرار گرفته که از دریاچه‌ها، جنگل و بیشه‌ها و حیات وحش سرشار است. جاده اصلی بین پرنس اَلبرت و سسکتون ۱۴۱٫۷ کیلومتر طول دارد. از این شهر با عنوان "دروازه سرزمین‌های شمالی" (Gateway to the North) یاد می‌شود.

## تاریخچه شهر
نام اصلی شهر به زبان محلی کری کیستاپینانیک (kistahpinanihk) بوده که به معنای جایگاه دلنشین یا گردهمایی گاه است. اولین فرد سفیدپوستی که به این مکان قدم گذاشت هنری کلسی بود که در سال ۱۶۹۲ وارد این مکان شد.

## اقتصاد شهر
اقتصاد این شهر بر پایه کشاورزی استوار است که به علت خاک مناسب و آب فراوانی که در این شهر روان است از رونق خوبی برخوردار است.

## نامداران شهر
هفتمین، دهمین و سیزدهمین نخست وزیران کانادا از اهالی این شهر بوده‌اند.

## نگارخانه

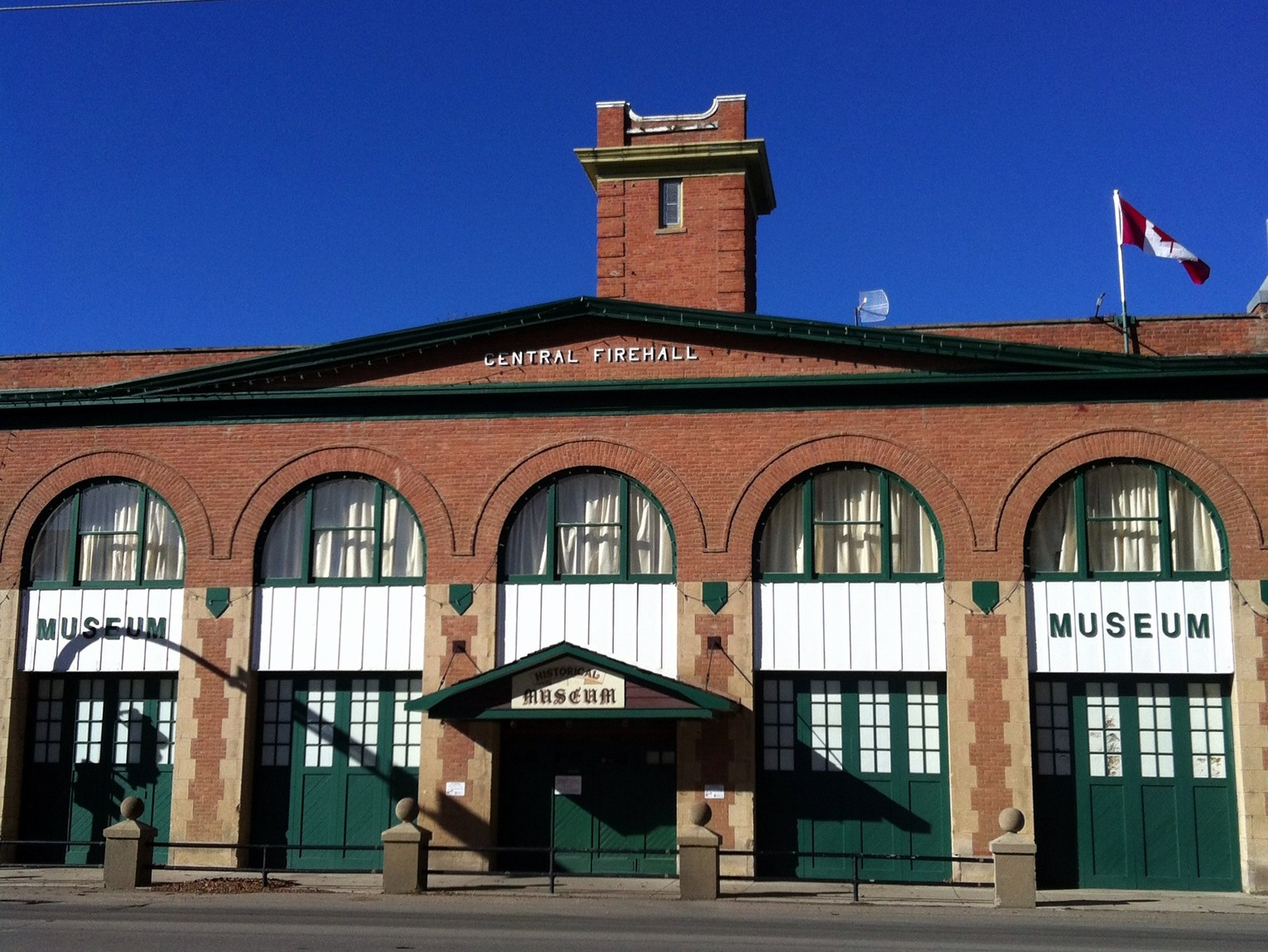
موزه تاریخی